# Gorno Vranovci
Gorno Vranovci (makedonska: Горно Врановци) är en ort i Nordmakedonien.   Den ligger i kommunen Čaška, i den centrala delen av landet, 40 kilometer söder om huvudstaden Skopje. Gorno Vranovci ligger 667 meter över havet och antalet invånare är 184.